# リリアン (タレント)
リリアン（1950年〈昭和25年〉10月12日 - 2020年〈令和2年〉7月18日）は、日本のタレント、歌手である。本名、下左近 信吉（しもさこん のぶよし）。大阪府河内長野市出身。

## 来歴・人物
板前を目指すが断念。本職は大阪市北区の北新地のニューハーフクラブ「マダムリリアン」の経営者であったが、2006年にリリアン本人の意向で閉店した。関西では特異なキャラクターで売っている「お笑いタレント」としての知名度のほうが高い。
やしきたかじんとは親友で、その関係から一時期は関西ローカル番組を中心にラジオやテレビにも多数レギュラー出演していた。たかじんもよく、リリアンの物真似をしている。また、リリアンと一緒に飲みに行った際、たかじんがふざけて「マリアンで〜す」と名乗っていた事もあったという。外見はたかじんに似ており、ファンから、たかじんと間違えられたこともあった。
大阪市都島区の京橋駅前にある複合型レジャービル「京橋グランシャトービル」のCMに出演し、同ビルのCMソングとともに、関西圏で彼の知名度を不動のものにした。
1985年の阪神タイガース優勝時には「阪神タイガースの優勝を知らない子供たち」で歌手としてもデビューし、全国放送である『ザ・ベストテン』や『オレたちひょうきん族』にも出演した。
1994年に胃がんが見つかり胃を全摘出、その療養のためにマスコミへの露出は一時なくなった。
その後、再び関西ローカルのCMに出演、また闘病体験を中心とした講演会の講師などに招かれていた。2008年6月にはたかじんが自身の番組で、リリアンが再び北新地に店を構えたことを伝えた。
「ボッタクリの店」と言いながら親友で野球解説者・タレントの板東英二が通っていた（板東は大阪滞在時に「お前の店（値段が）高いねん!」とぼやいている）。板東とはラジオ番組で共演し、芸能活動も板東の個人事務所に所属していた。2018年頃にクラブの経営を止め、知人の店を手伝っていたという。
2019年3月に再び体調が悪化し膵臓がんが判明。その後は入退院を繰り返していたが、2020年7月18日9時17分、心不全のため大阪府茨木市の病院で死去。69歳没。生前最後のメディア出演は2020年6月26日（同年5月収録）の関西テレビ『桃色つるべ』であった。

## 出演

### テレビ
- 新・たかじんが来るぞ（MBSテレビ）
- 晴れ時々たかじん（朝日放送テレビ）
- ノックは無用!（関西テレビ）
  - レギュラーで出演していたタレントの都合が付かない場合に代演することが多かった。
- たかじんnoばぁ〜（読売テレビ）

### ラジオ
- ミエとリリアンの丁々発止！（ラジオ関西）
- 聞けば効くほどやしきたかじん（朝日放送ラジオ）
- それゆけ!（MBSラジオ）
- 板東英二金曜生BAN BAN（MBSラジオ）
- 板東英二のおばあちゃんと話そう（MBSラジオ）
  - 死去直後の2020年7月26日には、生前最後に出演した回（2018年10月28日放送分）を追悼企画として再放送。

### ドラマ
- なめとんか やしきたかじん誕生物語（2018年11月20日、関西テレビ）

### 映画
- 極道戦争 武闘派（1991年、東映）

### CM
- 京橋グランシャトービル
- 大島屋「手巻き海苔 花板さん」 - 浅川美智子と共演

## 音楽作品
- 阪神タイガースの優勝を知らない子供たち（1985年9月6日発売）
  - 原作詞：北山修、補作詞：NOBU、SHU & SEKO、作曲：杉田二郎、編曲：上田薫。
  - 友情出演：板東英二、やしきたかじん、桂雀々、桝竹真也、笑福亭鶴瓶。
  - ジローズの「戦争を知らない子供たち」を、阪神タイガースの優勝を願う阪神ファンの歌詞に変更した替え歌。
  - B面は「夜明けの天使たち」（作詞・作曲：吉田文子、編曲：上田薫）。こちらには友情出演の面々は参加していない。
- 阪神が負けたというのに（1986年）
  - 大津びわ子の「阪神が泣いた夜」と両A面シングル。

## 著書
- 『リリアンの泣いて笑って』情報センター出版局、1994年9月。ISBN 978-4795816527。

## 関連人物
- 板東英二
- やしきたかじん
- 上岡龍太郎
- 横山ノック
- 笑福亭鶴瓶
- 梨田昌孝 - 京橋グランシャトービルのCMで共演